# Exeter (Kalifornija)
Exeter je grad u američkoj saveznoj državi Kalifornija. Prema popisu stanovništva iz 2010. u njemu je živjelo 10,334 stanovnika.